# R. Sampanthan

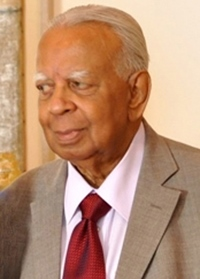
R. Sampanthan im November 2013

Rajavarothayam Sampanthan (Tamil இராஜவரோதயம் சம்பந்தன், singhalesisch රාජවරෝදියම් සම්බන්දන්; * 5. Februar 1933 in Britisch-Ceylon; † 30. Juni 2024 in Colombo, Sri Lanka) war ein Politiker der tamilischen Bevölkerungsgruppe in Sri Lanka.

## Biografie
R. Sampanthan wurde noch zur Zeit der britischen Kolonialherrschaft im damaligen Ceylon (heute Sri Lanka) in eine wohlhabende tamilische Familie geboren, die seit langem in Trincomalee ansässig war. Er erhielt seine Schulbildung am St. Patrick’s College in Jaffna, am St. Anne’s College in Kurunegala, am St. Joseph’s College in Trincomalee und am St. Sebastian’s College in Moratuwa. Danach studierte er Rechtswissenschaften am Ceylon Law College in Colombo. Nach Abschluss des Studiums praktizierte er als Rechtsanwalt in Colombo. Schon in den 1950er Jahren wurde er politisch aktiv und war ab 1956 Mitglied der Illankai Tamil Arasu Kachchi (ITAK), die damals international unter dem Namen Federal Party (FP) bekannt war.
Nachdem die United Front unter Sirimavo Bandaranaike bei der Parlamentswahl 1970 eine Zwei-Drittel-Supermajorität im Parlament gewonnen hatte, verschlechterten sich die Bedingungen für die tamilische Minderheit in Sri Lanka deutlich, was wiederum zu einer Radikalisierung ihrer Positionen führte. Die tamilischen Parteien des Nordens und Ostens, darunter auch die ITAK, schlossen sich zur Tamil United Liberation Front (TULF) zusammen. Bei der Parlamentswahl 1977 trat die TULF für einen separaten Tamilenstaat in Sri Lanka ein. Bei dieser Wahl trat jedoch dieselbe Situation wie 1970, nur unter umgekehrten Vorzeichen, ein. Diesmal gewann die United National Party (UNP) unter Junius Richard Jayewardene eine Vier-Fünftel-Supermajorität im Parlament. Mit dieser komfortablen Mehrheit im Parlament war es der neuen UNP-Regierung möglich, die Verfassung Sri Lankas in ihrem Sinne zu ändern. Sri Lanka wurde von einem parlamentarischen in ein Präsidialsystem umgewandelt und das Wahlrecht zum Parlament so geändert, dass große Parteien stark begünstigt wurden.
Sapanthan wurde 1977 von Trincomalee aus für die TULF erstmals ins Parlament gewählt. 1983 sprach er sich zusammen mit den anderen TULF-Abgeordneten gegen die von der UNP-Regierung geplante Verlängerung der Legislaturperiode des Parlaments aus. 1983 brach außerdem der Bürgerkrieg in Sri Lanka offen aus, und die tamilischen Rebellen übten Druck auf die tamilischen Abgeordneten aus, jegliche Zusammenarbeit mit der singhalesisch dominierten Regierung einzustellen. Zudem forderte der am 8. August 1983 in Kraft getretene sechste Verfassungszusatz für Abgeordnete einen Eid mit einer Absage an jegliche separatistische Bestrebungen, den Sampanthan und seine TULF-Parteikollegen nicht zu leisten bereit waren. Im Oktober 1983 gaben alle 16 TULF-Abgeordneten, darunter auch Sampanthan, ihre Abgeordnetenmandate zurück.
Seit 1993 fungierte Sampanthan als Generalsekretär der TULF. Nach der Ermordung des TULF-Abgeordneten A. Thangathurai am 5. Juli 1997 durch die LTTE wurde Sampanthan im Juli 1997 wieder als Abgeordneter für die TULF ins Parlament gewählt. Seit 2001 amtierte Sampanthan als Präsident der Tamil National Alliance (TNA), eines Zusammenschlusses mehrerer Tamilenparteien aus dem Norden und Osten Sri Lankas. Er wurde bei den Parlamentswahlen 2001, 2004, 2010 und 2015 für die TNA im Wahlkreis Trincomalee ins sri-lankische Parlament gewählt.
Im Jahr 2004 war R. Sampanthan wesentlich an der Neugründung der ITAK beteiligt, deren neuer Vorsitzender er wurde. Im Jahr 2014 gab er den Parteivorsitz an Mavai Senathirajah ab.
Nachdem sich nach der Parlamentswahl in Sri Lanka 2015 eine große Koalition aus UNP und SLFP bildete, wurde die Tamil National Alliance zur stärksten Oppositionspartei im Parlament und Sampanthan wurde am 3. September 2015 zum offiziellen Oppositionsführer (Leader of the Opposition) gewählt. Er war seit 1983 der erste Tamile in diesem Amt. Diese Rolle musste er am 18. Dezember 2018 an Mahinda Rajapaksa abgeben, obwohl dieser zu diesem Zeitpunkt noch Mitglied der Regierungspartei SLFP war.
Sampanthan galt als Mann des Ausgleichs und der moderaten Töne, der wiederholt betonte, dass ein Ausgleich zwischen Tamilen und Singhalesen in Sri Lanka nur auf Basis der gegenseitigen Achtung und der Gleichberechtigung erfolgen könne. In einem Interview betonte Sampanthan, dass er nie im Leben eine Schusswaffe in der Hand gehalten habe und ganz auf die Überzeugungskraft des Wortes vertraue.

## Persönliches
Sampanthan war verheiratet und hatte mit seiner Frau Leeladevi zwei Söhne und eine Tochter. Er war Hindu. Sampanthan sprach neben seiner Muttersprache Tamil fließend Englisch und Singhalesisch.
Sampanthan starb am 30. Juni 2024 im Alter von 91 Jahren.